# Brachychilus wagenknechti
Brachychilus wagenknechti är en skalbaggsart som beskrevs av Cerda 1954. Brachychilus wagenknechti ingår i släktet Brachychilus och familjen långhorningar. Inga underarter finns listade.